# A Boy Named Goo
A Boy Named Goo è il quinto album del gruppo rock statunitense Goo Goo Dolls.

## Il disco
Il disco, è l'ultimo album che vede alla batteria George Tutuska sostituito, poco prima della pubblicazione dell'album, da Mike Malinin. Questo è il primo album in cui non sono presenti 14 tracce ed è stato pubblicato in due versioni. A causa dell'uscita dal gruppo di George Tutuska, la canzone Stand Alone, scritta appunto dal precedente batterista, è stata pubblicata solo nella prima versione dell'album, mentre nella seconda versione sono state aggiunte le due cover Disconnected dei The Enemies e Slave Girl dei Lime Spiders. Inoltre la canzone Someday è stata rinominata Ain't That Unusual. La canzone Name è ritenuta una delle prime hit della band.

## Tracce
1. Long Way Down – 3:29
2. Burnin' Up – 2:29
3. Naked – 3:44
4. Flat Top – 4:30
5. Impersonality – 2:41
6. Name – 4:30
7. Only One – 3:18
8. Somethin' Bad – 2:31
9. Ain't That Unusual – 3:20
10. So Long – 2:33
11. Eyes Wide Open – 3:56
12. Disconnected – 3:00
13. Slave Girl – 2:18

## Formazione
- Johnny Rzeznik - voce e chitarra elettrica
- Robby Takac - voce e basso
- George Tutuska - batteria